# Ben Verbong

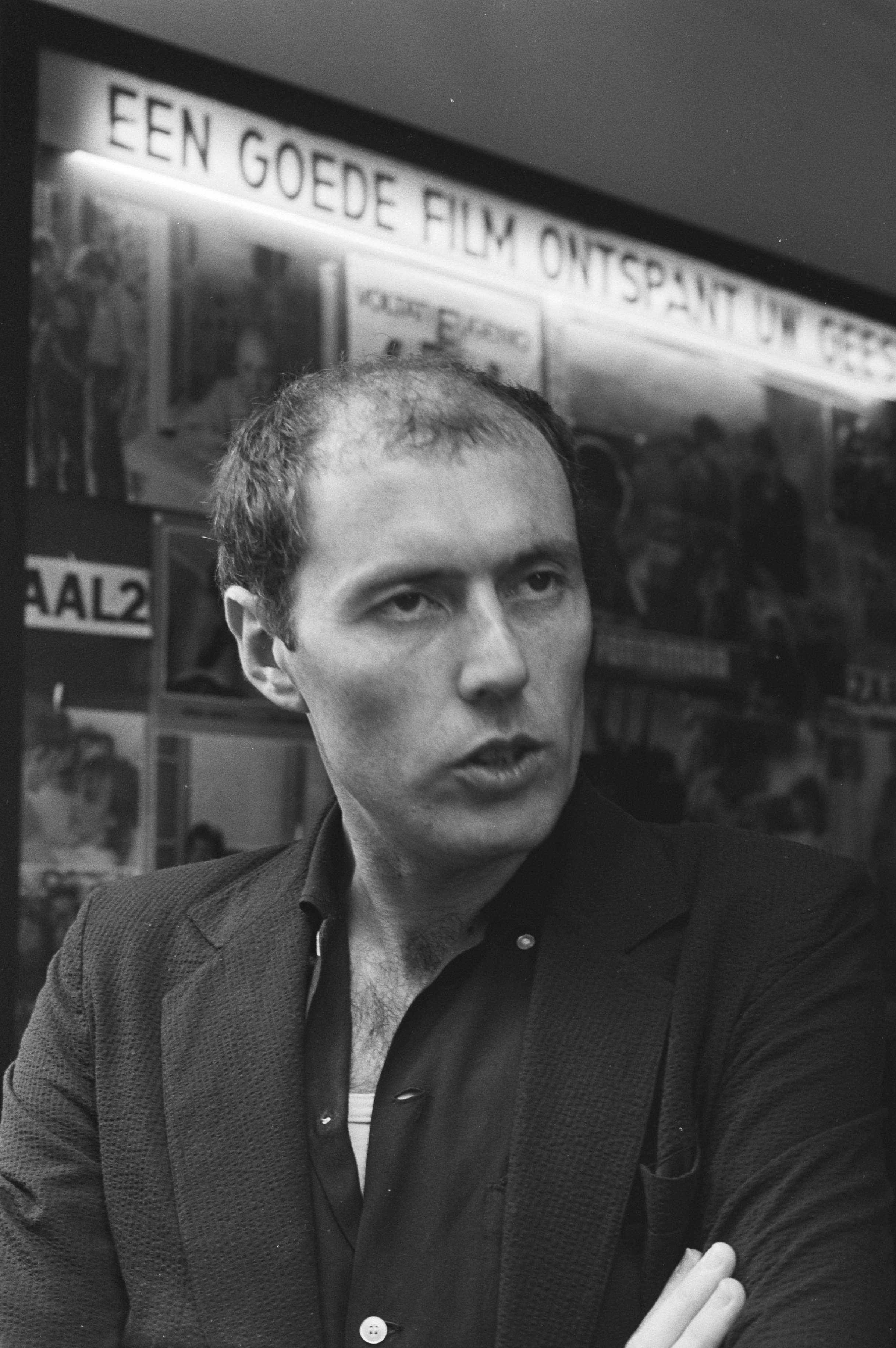
Ben Verbong tijdens de première van Het meisje met het rode haar

Ben Verbong (Tegelen, 2 juli 1949) is een Nederlands regisseur. Na zijn studie aan de Nederlandse filmacademie (1970-1974) maakte hij enkele korte films De vitusdans en De verleiding. Zijn eerste avondvullende bioscoopfilm, Het meisje met het rode haar (naar het boek van Theun de Vries), won de prijs van de filmkritiek in 1981. Sinds 1997 werkt Verbong ook in Duitsland. Hij maakte er zes bioscoopfilms en een groot aantal televisiefilms. Verbong is getrouwd met de choreografe en theaterwetenschapper Jacqueline Knoops.

## Filmografie

### Regie Nederlandse films
- Het meisje met het rode haar (1981)
- De Schorpioen (1984)
- De kassière (1989) (Lily was here)
- De onfatsoenlijke vrouw (1991)
- De flat (1994)
- Charlotte Sophie Bentinck (1996)
- Toen ik je zag (2023)

### Regie Nederlandse televisieserie
- Kats & Co (1994)

### Regie Nederlandse theaterproducties
Daarnaast regisseerde hij verschillende theaterproducties zoals Saltimbank (1989-1990). In 2000 regisseerde hij in zijn geboorteplaats de vijfjaarlijkse Tegelse passiespelen.

### Regie Duitse films
- Geliehenes Glück (tv - 1997)
- Schock - Eine Frau in Angst (tv - 1998)
- Lieber böser Weihnachtsmann (tv - 1999)
- Kinder der Gewalt (Tatort, TV 1999)
- Zerbrechliche Zeugin (tv - 2000)
- Das Sams (2001) (speelfilm - 2001) (Deutscher Filmpreis, Bayerische Filmpreis)
- Hanna - Wo bist Du? (tv - 2002)
- Sams in Gefahr (speelfilm - 2003) (Bayerische Filmpreis)
- Brautpaar auf Probe (tv - 2005)
- Es ist ein Elch entsprungen (speelfilm - 2005) - (Bayerische Filmpreis) In 2006 is de film in een Nederlands nagesynchroniseerde versie uitgebracht onder de naam Prettige Kerst, Mr. Moose.
- Herr Bello (speelfilm-2007)
- Ob ihr wollt oder nicht! (speelfilm - 2009)
- TAKIYE-Spur des Terrors (speelfilm - 2010)
- Das Mädchen auf dem Meeresgrund (tv - 2011)
- Ein vorbildliches Ehepaar (tv - 2012)
- Mona kriegt ein Baby (tv - 2013)
- Hochzeitskönig (tv - 2014)
- Sophie kocht (tv - 2014)
- The von Trapp Family - a life for the music (speelfilm - 2015)
- Honigfrauen (tv - 3x 90 minuten)
- Ein ganz normaler Tag (tv 2019)

### Regie Duitse televisieserie
- Die gang (1997)

## Onderscheidingen
- Prijs van de Nederlandse Filmkritiek (Het meisje met het rode haar - 1981)
- Zilveren prijs voor beste regie op het Biarritz International Festival of Audiovisual Programming (Charlotte Sophie Bentinck - 1996)
- Deutsche Filmpreis (Das Sams - 2001)
- Bayerische Filmpreis (Das Sams - 2001)
- Bayerische Filmpreis (Sams in Gefahr - 2003)
- Bayerische Filmpreis (Es ist ein Elch entsprungen - 2005)
- Jupiter, beste Duitse televisiefilm (Honigfrauen - 2018)
- Silver Award (Honigfrauen - Internationaal Seriefestival New York 2018)

## Varia
- Willem Jan Otten draagt zijn boek Het museum van licht (essays over film) op aan Ben Verbong, "mijn eerste gids door Filmland".

- Gemeinsame Normdatei: 123589282
- International Standard Name Identifier: 0000 0000 1391 4806
- Library of Congress Control Number: no2011176068
- Nederlandse Thesaurus van Auteursnamen: 074097172
- SNAC: w64k4gww
- Système universitaire de documentation: 201482266
- Virtual International Authority File: 42749343
- WorldCat: E39PBJxt3BCj4J39Bbr4CxyWXd